# 臨河県 (呂梁市)
臨河県（りんが-けん）は、中華人民共和国山西省にかつて存在した県。現在の呂梁市石楼県西部に相当する。
唐初に設置され、627年（貞観元年）に廃止された。